# Kingston Russell
Kingston Russell är en by i civil parish Long Bredy and Kingston Russell, i grevskapet Dorset i Storbritannien. Den ligger i kommunen Dorset och riksdelen England, i den södra delen av landet, 190 km sydväst om huvudstaden London. Kingston Russell var en civil parish fram till 2024 när blev den en del av Long Bredy and Kingston Russell. Civil parish hade 35 invånare år 2001.